# Vogelfutter

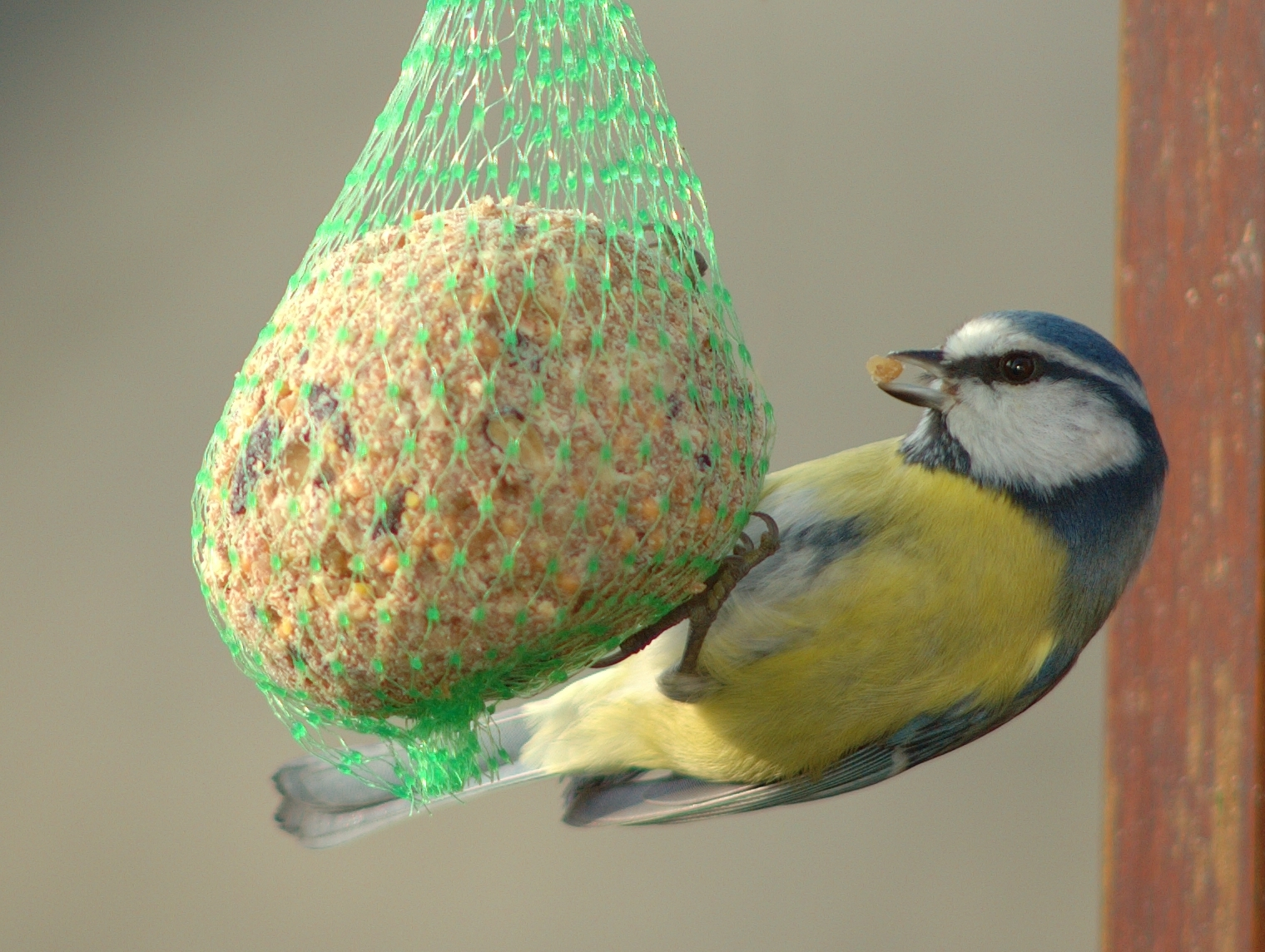
Blaumeise an einem Meisenknödel

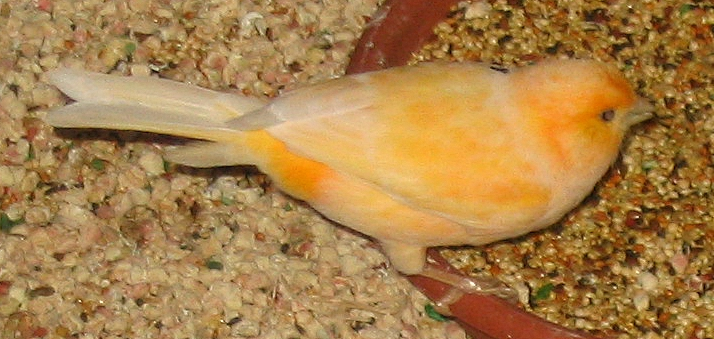
Nur eine breite Vielfalt von Samen hält den Kanarienvogel einigermaßen gesund.

Wellensittich-Vogelfuttermischung

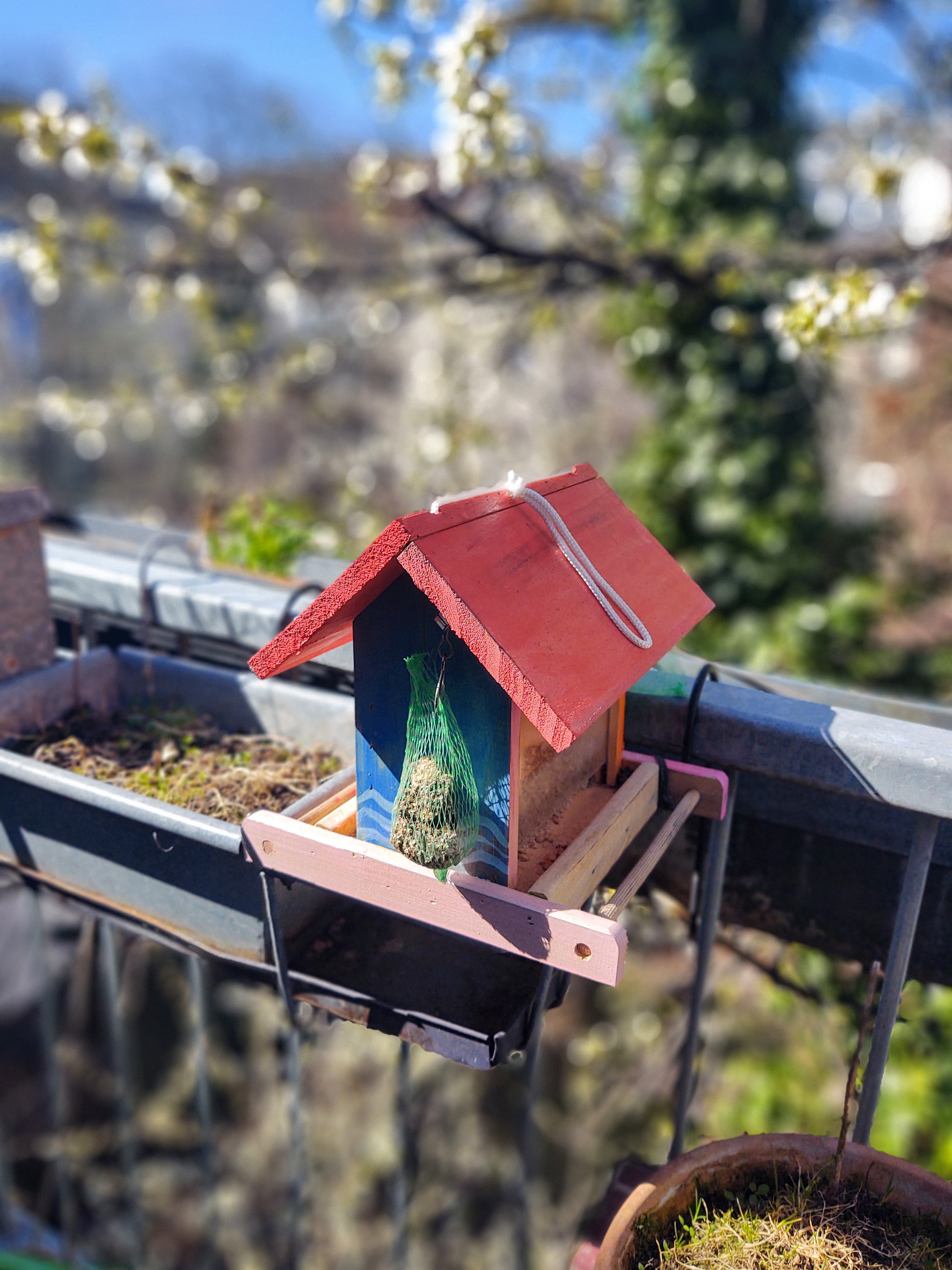
Vogelfutterhaus mit Futtermengensichtscheibe, Nachdosierer und Meisenknödel

Vogelfutter dient der Fütterung oder Zufütterung von Vögeln. Dabei ist zwischen Futtermitteln für Wildvögel (siehe Winterfütterung) und für als Heim- oder Zootier gehaltene Vögel zu unterscheiden.
Vogelfutter ist einer der Verbreitungswege der als Allergieauslöser gefürchteten Beifuß-Ambrosie. Das Verbrauchermagazin Ökotest empfiehlt daher, auf die Verfütterung an Wildvögel zu verzichten.
Viele Vogelfuttermischungen enthalten Hanfsamen, um das Gefieder und den Vogel insgesamt gesund zu erhalten. Dank einer Intervention der Vogelfutter-Hersteller vor dem US-Kongress im Jahr 1937, wo sie beteuerten: „Ohne Hanfsamen werden die Vögel nicht singen“, wurde eine Ausnahmegenehmigung in den USA erzielt, die es erlaubt, sterilisierte Hanfsamen beizumengen. Die Zugabe bestimmter Samen ist für bestimmte Vögel wie Kanarienvögel unabdingbar, um eine adäquate Versorgung mit essentiellen Fettsäuren sicherzustellen. Insbesondere die einmalige Kombination von Linolsäure, α-Linolensäure, Gamma-Linolensäure und einigen anderen essentiellen Säuren ist für die Vogelgesundheit von entscheidender Bedeutung.
In zoologischen Gärten stellen die Institute meistens eigene Futtermischungen zusammen, welche für die jeweiligen Arten optimiert sind.
Private Vogelhalter dagegen erwerben meistens Futter, das industriell vorgefertigt ist. Die Hersteller erheben den Anspruch, dass diese Mischungen tatsächlich eine optimale Versorgung garantieren. Für die meisten Papageienarten gibt es keine exakten Forschungsergebnisse, in welchen Mengen und Verhältnissen sie ihre lebenswichtigen Bestandteile mit der Nahrung aufnehmen. Daher ist es wichtig, den Vögeln durch ein abwechslungsreiches Angebot die Gelegenheit zu bieten, ihren jeweiligen Bedarf so gut wie möglich zu decken.
Es gibt eigene Mischungen unter anderem für:
- Papageien und Großsittiche
- Wellensittich
- Kanarienvogel
- Edelsittiche
- Nymphensittich[4]

- Finken (Körnerfutter wie Sonnenblumenkerne, zur Jungenaufzucht tierisches Futter wie Mehlwürmer und Ameisenpuppen)[5]
- Beos
- diverse Exoten

Agroscope fand in fünf von 161 untersuchten Körnermischungen Transgener Raps und eine enthielt Ambrosia-Samen.